# كورييكا
كورييكا (Coreca) بلدة بمقاطعة كوزنسا في إقليم كالابريا جنوب إيطاليا. يقدر عدد سكانها بنحو 700 نسمة.

## الجغرافيا
تقع كورييكا غرب البحر التيراني وتحيط بها من الجنوب مدينة أمانتي، إحدى مقاطعات كالابريا في إيطاليا.
يتكون المكان أساسا من مرتفع صخري ويشمل أيضا منطقة جبلية وشواطئ واسعة.

## المناخ
مناخ كوريكا عادة ما يكون متوسطيًا ، ويتميز بالشتاء المعتدل الرطب والصيف الحار والجاف مع نسبة عالية من الأيام المشمسة.

## الاقتصاد
تعد السياحة وقطاع الفنادق المصدر الرئيسي لاقتصاد. كما توجد بعض المصانع الصغيرة في الإقليم ، سواء في مجال الصناعات الغذائية أو الميكانيكية.